# Magyar légierő
L'aeronautica militare ungherese (in ungherese Magyar Légierő; in inglese Hungarian Air Force) è l'aviazione militare della Repubblica d'Ungheria e parte integrante delle forze armate ungheresi.

## Storia

### Periodo interbellico
A seguito, nel 1918, della dissoluzione dell'Impero austro-ungarico al termine della prima guerra mondiale, venne istituita una piccola forza aerea formata con i velivoli sopravvissuti tra quelli presenti nelle scuole di volo e quelli ancora in fase di ultimazione negli stabilimenti di produzione. Questa, con la designazione di Vörös Légjárócsapat, divenne l'aeronautica militare ufficiale durante il breve periodo di esistenza dalla Repubblica Sovietica Ungherese, venendo sciolta alla sua caduta.

### Verso la seconda guerra mondiale

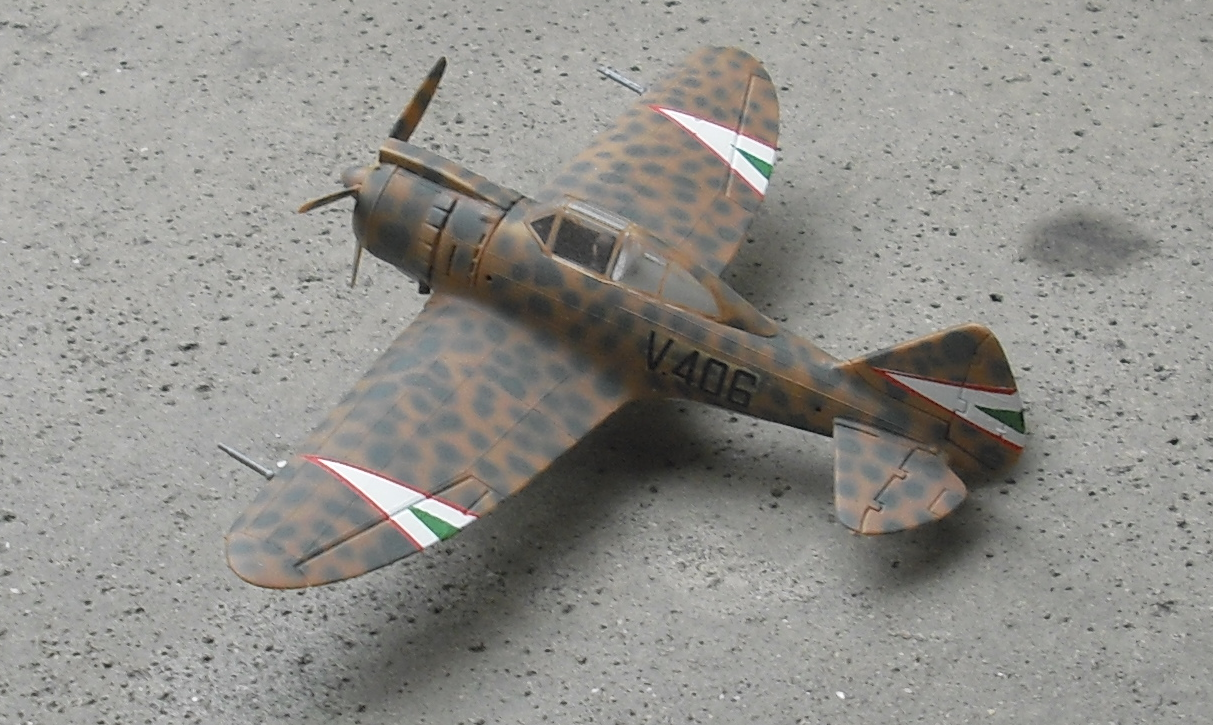
Modello in scala di un Héja con la livrea usata dall'aeronautica ungherese dall'agosto 1938 al marzo 1942.

Con la ratifica del Trattato del Trianon, sottoscritto da entrambe le parti in causa il 4 giugno 1920, al ricostituito Regno d'Ungheria venne proibito di possedere un'aeronautica militare, analogamente a quanto accaduto nella Repubblica di Weimar nello stesso periodo. Presso i vari aeroclub sparsi nel territorio venne perciò gradualmente e clandestinamente formato il personale che sarebbe andato a costituire la nuova forza aerea, la Magyar Királyi Honvéd Légierő (Forza aerea del Regno d'Ungheria).
Nella seconda parte degli anni trenta venne avviato un programma di riorganizzazione ed espansione dell'arma, ancora componente aerea dell'esercito, che si concretizzò il 1º gennaio 1939 con l'istituzione di un'aeronautica militare indipendente.
La forza aerea ungherese si trovò costretta a concentrare le sue azioni nella difesa del territorio, al nord per prevenire le mire espansionistiche della neocostituita Repubblica Slovacca ed altrove a causa dei brevi sconfinamenti da parte delle forze armate del Regno di Romania. Nel frattempo l'Ungheria decise di schierarsi a fianco delle Potenze dell'Asse e, nell'aprile 1941, la sua forza aerea operò congiuntamente alla tedesca Luftwaffe durante l'invasione della Jugoslavia per poi schierarsi dal 27 giugno, data in cui formalizzò la dichiarazione di guerra all'Unione Sovietica, a fianco degli alleati sul fronte orientale.

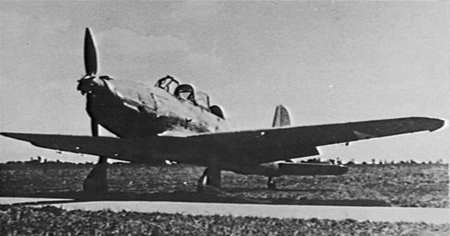
Uno degli Arado Ar 96 in forza con la Magyar Királyi Honvéd Légierő.

Dal 1º marzo 1942 il controllo delle operazioni venne restituito all'esercito e nell'estate successiva una brigata aerea venne aggregata al VIII. Fliegerkorps operativa sul fronte orientale.
Dall'inizio del marzo 1944 le forze aeree alleate iniziarono ad intraprendere missioni di bombardamento aereo sul territorio ungherese con sempre maggiore intensità ed i reparti di caccia furono impegnati nel tentare di abbattere i bombardieri avversari.
Verso la fine del 1944 tutti gli sforzi vennero indirizzati a contrastare il contrattacco dell'Armata Rossa senza tuttavia sortire risultati di rilievo. Tutti gli scontri in Ungheria si conclusero il 16 aprile 1945.

### Dal periodo postbellico ad oggi
Dopo il termine della seconda guerra mondiale, lo Stato ungherese rimase sotto l'influenza sovietica e la sua forza aerea venne riorganizzata nel corso del 1947 sull'impostazione della Voenno-vozdušnye sily (VVS). Nel 1949, con l'istituzione ufficiale della Repubblica Popolare d'Ungheria (Magyar Népköztársaság), il paese entrò nell'orbita del blocco orientale e l'Unione Sovietica, interessata a rafforzare le sue difese nei confronti dei sempre più tesi rapporti con il blocco occidentale, decise di avviare un programma di espansione atto ad adeguare le capacità militari dell'Ungheria. Dal 1951 la designazione ufficiale della forza aerea ungherese fu Magyar Néphadsereg légiereje (Aeronautica militare della Repubblica Popolare dell'Ungheria).
Quando nell'ottobre 1956 maturò la rivolta popolare di sentimento anticomunista, conosciuta come Rivoluzione ungherese, l'Armata Rossa si mobilitò immediatamente per sopprimerla militarmente. Nelle due settimane di combattimenti che ne seguirono l'aeronautica militare attaccò le truppe sovietiche ed i reparti delle basi aeree resistettero ai loro tentativi di occupazione. Al termine dell'operazione, risultata vittoriosa per i sovietici, la forza aerea fu smobilitata. Solo nel 1957 iniziò ad essere ricostituita una piccola forza aerea essenzialmente con il compito di sicurezza interna nel territorio. Dal 1959, quando oramai la situazione politica interna fu considerata nuovamente stabile, venne progressivamente ampliata, rimanendo però parte dell'esercito ed essenzialmente una forza difensiva.
Nel corso del 1990 venne avviato un programma di aggiornamento dell'avionica di tutti i velivoli in servizio con la forza aerea ungherese, dotandoli di un dispositivo IFF al fine di consentire operazioni nello spazio aereo controllato dalla NATO. La VVS mantenne un contingente equipaggiato con i caccia multiruolo Mikoyan-Gurevich MiG-29 stanziati presso la base aerea di Tököl fino al 1991, anno della dissoluzione dell'Unione Sovietica.
Dalla metà del 1993 l'Ungheria ricevette tre lotti di MiG 29 dalla Russia, che furono consegnati ai reparti di stanza a Kecskemét. L'anno successivo la Germania, riunificata dal 1990, decise di donare parte del parco velivoli ancora in condizioni operative proveniente dalla Luftstreitkräfte und Luftverteidigung der Deutschen Demokratischen Republik, l'aeronautica militare dell'ex Repubblica Democratica Tedesca, venti elicotteri d'attacco Mil Mi-24D/V e venti addestratori avanzati Aero L-39 Albatros. Nel 1997 la forza aerea ungherese avviò il suo primo corso di addestramento in volo dal 1956, benché pianificato per essere solo il primo a causa dei costi eccessivamente elevati venne interrotto alla sua conclusione. Sempre nel 1997 i Mikoyan-Gurevich MiG-23 ed i Sukhoi Su-22 vennero ritirati dal servizio.
Nell'aprile 2002 la forza aerea ungherese fu invitata a partecipare al programma NATO Flying Training in Canada (NFTC) finalizzato alla preparazione dei piloti per le missioni congiunte dei paesi aderenti alla NATO.

## Aeromobili in uso
Sezione aggiornata annualmente in base al World Air Force di Flightglobal del corrente anno. Tale dossier non contempla UAV, aerei da trasporto VIP ed eventuali incidenti accorsi durante l'anno della sua pubblicazione. Modifiche giornaliere o mensili che potrebbero portare a discordanze nel tipo di modelli in servizio e nel loro numero rispetto a WAF, vengono apportate in base a siti specializzati, periodici mensili e bimestrali. Tali modifiche vengono apportate onde rendere quanto più aggiornata la tabella.
| Aeromobile                   | Origine        | Tipo                                   | Versione (denominazione locale) | In servizio (2024) | Note | Immagine |
| Aerei da combattimento       |                |                                        |                                 |                    | |          |
| Saab JAS 39 Gripen           | Svezia         | cacciabombardiereconversione operativa | JAS 39CJAS 39D                  | 122                | 12 JAS 39C e 2 JAS 39D presi in leasing decennale nel 2001 e consegnati a tra il marzo del 2006 e il dicembre del 2007 (leasing rinnovato per ulteriori 10 anni alla scadenza del 2016). Un aereo della versione D è andato perso il 19 maggio del 2015, mentre uno della versione C è stato danneggiato in un incidente il 10 giugno 2015, ma riparato nell'autunno successivo. Il 1 luglio 2016, Saab ha consegnato un JAS 39D biposto ex Aeronautica svedese come rimpiazzo del biposto perso a maggio 2015. Nel gennaio 2022 è stato approvato un programma di aggiornamento di 13 aerei (il rimpiazzo biposto era già aggiornato) allo standard MS20 Block 2. Ulteriori 4 JAS 39C ordinati il 23 febbraio 2024. |          |
| Aerei da trasporto           |                |                                        |                                 |                    | |          |
| Boeing C-17 Globemaster III  | Stati Uniti    | aereo da trasporto strategico          | C-17A                           | 3                  | 3 C-17A entrati in servizio nel 2009, che portano le insegne ungheresi, ma contemplati nel programma NATO Strategic Airlift Capability (SAC) con equipaggi internazionali. |          |
| Airbus A319                  | Unione europea | aereo da trasporto                     | A319-112                        | 2                  | 2 A319-112 usati acquistati a dicembre 2017 ed entrati in servizio tra il gennaio ed il dicembre 2018. |          |
| Dassault Falcon 7X           | Francia        | aereo da trasporto VIP                 | Falcon 7X                       | 2                  | 2 Falcon 7X acquistati di seconda mano, il primo consegnato ad agosto 2018. |          |
| Embraer KC-390               | Brasile        | aereo da trasporto                     | KC-390                          | 1                  | 2 KC-390 ordinati il 17 novembre 2020, con consegne previste a partire dal 2023. Primo esemplare consegnato il 5 settembre 2024. |          |
| Aerei da addestramento       |                |                                        |                                 |                    | |          |
| Aero L-39NG Skyfox           | Rep. Ceca      | Aereo da addestramento                 | L-39NG                          | 3                  | 12 L-39NG ordinati il 20 aprile 2022, con consegne a partire dal 2024. Dei dodici velivoli ordinati, otto saranno dedicati all'addestramento, mentre quattro alla ricognizione tattica e dotati di apparati EO/IR. Primi tre esemplari consegnati il 30 maggio 2025. |          |
| Zlín Z-143                   | Rep. Ceca      | Aereo da addestramento                 | Z 143LS                         | 2                  | 2 Z 143LS ordinati nel 2016 e consegnati tra il 2017 ed il 2020. |          |
| Zlín Z 242                   | Rep. Ceca      | Aereo da addestramento                 | Z 242L                          | 6                  | 6 Z 242L ordinati nel 2016 e consegnati tra il 2017 ed il 2020. |          |
| Elicotteri                   |                |                                        |                                 |                    | |          |
| Mil Mi-17 Hip-H              | Russia         | elicottero da trasporto                | Mi-17N                          | 5                  | 18 esemplari sono immagazzinati. Al gennaio 2023 restano in servizio solo 5 Mi-17N. |          |
| Aérospatiale AS 350 Écureuil | Unione europea | elicottero utility                     | AS 350B2                        | 2                  | 2 AS 350B3 ricevuti nel 2016. |          |
| Airbus Helicopters H145M     | Unione europea | elicottero utility SAR                 | H145M                           | 19                 | 20 H145M ordinati a giugno 2018. I primi quattro esemplari sono stati consegnati a novembre 2019, 12 nel 2020, 4 nel 2021. Un esemplare è stato perso in un incidente il 21 giugno 2023. |          |
| Airbus H225                  | Unione europea | elicottero multiruolo                  | H225M                           | 12                 | 16 H225M ordinati a dicembre 2018. Primi due esemplari consegnati il 18 luglio 2023. Due esemplari consegnati il 13 maggio 2024 hanno portato la flotta a 8 esemplari in servizio. Due esemplari consegnati a dicembre 2024, hanno portato a dodici il numero di elicotteri in organico. |          |
| Mil Mi-24 Hind               | Russia         | elicottero d'attacco                   | Mi-24PMi-24V                    | 82                 | 12 esemplari (dei 20 che erano immagazzinati) sono stati inviati al 419º Aircraft Repair Plant (419 ARZ), una controllata di Rostec's Russian Helicopters, dove saranno revisionati, modernizzati e dotati di NVG (Night Vision Googles). Otto tra Mi-24P e Mi-24V in servizio al dicembre 2024. |          |

## Aeromobili ritirati
- Aero L-159 ALCA - 2 esemplari (2008-2010)[3]
- Mil Mi-8TS Hip - 8 esemplari (1969-2021)[28][30]
- Antonov An-26 - 11 esemplari (1974-2020)[47][48][3][49][20]
- Aero L-39ZO Albatros - 20 esemplari (1994-2009)[3][50][13][25][26]
- Mikoyan-Gurevich MiG-29S Fulcrum - 22 esemplari (1993-2010)[10][3]
- Mikoyan-Gurevich MiG-29UB Fulcrum - 6 esemplari (1993-2010)[10][3]
- Mikoyan-Gurevich MiG-23MF Flogger
- Mikoyan-Gurevich MiG-21PF Fishbed
- Mikoyan-Gurevich MiG-21bis Fishbed
- Mikoyan-Gurevich MiG-21UM Mongol
- Sukhoi Su-22M3 Fitter
- Yakovlev Yak-52
- Mikoyan-Gurevich MiG-19PM Farmer
- Mikoyan-Gurevich MiG-17 Fresco
- Mikoyan-Gurevich MiG-15 Fagot
- Mikoyan-Gurevich MiG-15UTI
- Ilyushin Il-28 Beagle
- Mil Mi-4 Hound
- Mil Mi-1 Hare
- Messerschmitt Bf 109

## Difesa aerea
| Modello | Immagine | Tipo                             | Origine              | Note   |
| ------- | -------- | -------------------------------- | -------------------- | ------ |
| Kub     |          | Missile antiaereo a medio raggio | Unione Sovietica     | [ 51 ] |
| NASAMS  |          | Sistema antiaereo a medio raggio | Norvegia Stati Uniti | [ 51 ] |